# Vrijeme (fizika)
Vrijeme, u fizici, je temeljna fizikalna veličina koja obilježava trajanje zbivanja ili razmak između dvaju događaja. Vrijeme omogućuje razlikovanje dvaju inače potpuno istih događaja u istoj točki prostora. Razmak (udaljenost) između tih događaja služi kao osnova za mjerenje vremena. Događanje, promjena i gibanje ne mogu se shvatiti bez vremena. Vrijeme se može uočiti samo po promjeni događanja. Mnoge se pojave u prirodi pravilno ponavljaju i mogu poslužiti za određivanje vremena. Tako se na primjer Zemljinom vrtnjom oko njezine osi određuje vrijeme od jednoga dana, a njezinim gibanjem oko Sunca vrijeme od jedne godine. Na načelu njihala konstruirana je ura njihalica. Za određivanje vremena služe i druge naprave, na primjer pješčani sat, vodeni sat, mehanički sat, digitalni sat, atomski sat i drugo. S pomoću vremena i prostora (prijeđenoga puta) određuje se brzina gibanja.
Filozofska razmatranja o prirodi vremena mogu se ugrubo razvrstati u dva suprotstavljena stajališta. Prema jednome (koje odgovara na primjer Newtonovim predodžbama), vrijeme je dio stvarne i fundamentalne strukture svemira: ono je dimenzija svemira u kojoj se događaji odvijaju nekim redoslijedom – i nije ovisno o tim događajima. Prema drugom stajalištu (koje uglavnom odgovara Leibnizovim i Kantovim nazorima), vrijeme je samo dio čovjekovog intelektualnog aparata, način na koji ljudska svijest percipira i tumači događaje. U fizikalnim razmatranjima prirode vremena dominira prvo stajalište (premda ima i pokušaja alternativnih tumačenja). Vrijeme je fundamentalna dimenzija svemira, duž koje su događaji poredani od prošlosti prema budućnosti. Pomoću vremena se mjeri "gdje" se u tome poretku događaj nalazi (kada, to jest u kojem trenutku se zbiva), te koliki su razmaci između događaja ili trajanje procesa (koliko su "dugački" vremenski intervali). Usto, razvoj fizike u Einsteinovo doba je pokazao kako opažanja trenutaka i intervala mogu ovisiti o promatraču koji ih mjeri.
Isaac Newton je smatrao da je vrijeme "apsolutno", to jest da teče jednako za sve promatrače. Klasična mehanika (preciznije, nerelativistička klasična mehanika) je utemeljena na Newtonovom konceptu vremena. Da bi protumačio neka opažanja s kraja 19. stoljeća, Albert Einstein je u svojoj specijalnoj teoriji relativnosti postulirao jednakost iznosa brzine svjetlosti (u vakuumu) za sve promatrače, te pokazao da zbog toga oni neće na isti način opažati prostor i vrijeme. Mjerenja prostora i vremena postaju zbog toga međuovisna, zbog čega se u fiziku uvodi koncept četverodimenzionalnog prostorno-vremenskog kontinuuma (prostorvrijeme).

## Trenutak i vremenski interval
Za operativno korištenje koncepta vremena u fizici (jednako u klasičnoj i relativističkoj) i u drugim znanostima i primjenama, nužno je jasno razlikovati pojam "trenutak" od pojma "vremenski interval". U svakodnevnom govoru, termin "vrijeme" (u gore navedenome fizikalnom smislu) često se koristi tako kao da ta razlika ne postoji.

### Trenutak
Trenutak se označava simbolom t i često se opisuje kao "točka u vremenu". Taj se opis temelji na analogiji s prostornom dimenzijom koju opisujemo na primjer pomoću koordinatne osi "x" Kartezijevog sustava. Kao što x predstavlja položaj ili koordinatu ("točku u prostoru") na toj osi, tako je t koordinata ili "točka" duž analogne koordinatne osi "t". Na toj se analogiji temelji grafički prikaz (pa i razumijevanje) veličina koje su "funkcije vremena".
Jednostavnije je, međutim, objasniti pojam trenutka pomoću uređaja za mjerenje vremena, kao što je sat na slici desno. Trenutak je ono što upravo pokazuje taj sat, to jest 6 sati i 8 minuta (približno).
Jasno je da "sadašnji" trenutak ovisi o tome kada je bio "početni trenutak" t = 0 (na takvome satu početni trenutak je u 12 sati). Još bolji primjer je zaporna ura ("štoperica"). Kod nje biramo početni trenutak t = 0 (to jest "ishodište za mjerenje vremena") kada je aktiviramo. Svaka brojka koju nakon toga pokaže kazaljka (ili se ispiše na ekranu) je "tadašnji" trenutak t.
Tako pojedini trenutak t, iako sam nema trajanja, pokazuje koliko je vremena proteklo od odabranog (dogovorenog) početnog trenutka t = 0. Naravno, vrijeme je postojalo i prije takvoga proizvoljno odabranoga početnog trenutka, kao što je uključivanje zaporne ure. Ti raniji trenutci opisuju se negativnim brojevima, na primjer trenutak t = -3s zbio se 3 sekunde prije trenutka t = 0. U povijesnom opisu vremena pomoću Gregorijanskog kalendara, umjesto "negativnih" godina koristi se oznaka prije Krista ili prije nove ere.
"Apsolutni" svemirski početni trenutak t = 0, prema fizikalnoj teoriji velikog praska i s njom povezanim mjerenjima desio se prije približno 13,75 milijardi godina. Tada, grubo govoreći, zajedno sa svemirom nastaje i prostor i vrijeme, te nema ranijih ("negativnih") trenutaka.

### Vremenski interval
Vremenski interval opisuje koliko je vremena proteklo između neka dva trenutka. Primjerice, između nekog (prvog) trenutka t1=3s koji je pokazala zaporna ura, i drugog trenutka t2 = 8s koji je kasnije pokazala, proteklo je 5 sekundi, što se formalno dobiva oduzimanjem t2 – t1. Uobičajeno je razliku vrijednosti (ili promjenu vrijednosti) obilježavati simbolom {\displaystyle \scriptstyle \Delta }, pa se zato za vremenski interval koristi oznaka {\displaystyle \scriptstyle \Delta t}:
{\displaystyle \Delta t=t_{2}-t_{1}}.
U specijalnom slučaju kada je prvi trenutak jednak nuli (t1 = 0), a drugi trenutak se označi kao t (umjesto t2), dobije se jednakost {\displaystyle \scriptstyle \Delta t=t}. Time se može pravdati zamjena simbola za vremenski interval sa simbolom za trenutak u vremenu, koja je uobičajena u nekim formulama u uvodnim tumačenjima fizikalnih pojava. No, pritom ipak treba upozoriti na smisao simbola: vremenski interval označava koliko nešto traje, dok trenutak označava kada se nešto dogodilo.

## Vrijeme u astronomiji
Vrijeme, u astronomiji, je klasično praćenje tijeka vremena i određivanje vremenskih jedinica postizalo se opažanjem periodičnih promjena položaja Sunca i drugih nebeskih tijela na nebeskoj sferi (dan; godina; sunčano vrijeme). Utjecaj eliptičnosti Zemljine staze korigirao se jednadžbom vremena. Razvoj preciznijih astronomskih i, općenito, fizikalnih instrumenata i metoda uvjetovao je određivanje apsolutne veličine vremenskoga trajanja (sekunda), prema kojoj se izračunavaju (mjere) klasične vremenske jedinice. Danas se sekunda određuje s pomoću 350 atomskih satova smještenih na 66 mjesta na Zemlji, kojima se rad koordinira u Međunarodnom uredu za utege i mjere u Sèvresu u Francuskoj (BIPM). Na temelju toga određuje se trajanje sekunde i takozvano međunarodno atomsko vrijeme (TAI) te iz njega univerzalno vrijeme (UTC) kao temelj za sva mjerenja i za takozvano građansko vrijeme, mjesna vremena, vremenske zone te različita službena vremena.

### Sunčevo i zvjezdano vrijeme
U svakodnevnom djelovanju najvažnije razdoblje vremena određeno je izmjenom svjetlosti i tame (dnevnom izmjenom osunčenja ili insolacije). Položaj Sunca na nebeskoj sferi predstavlja kazaljku pomoću koje se ustanovljuje doba dana. Računanje vremena dana počinje u ponoć, u času kada se Sunce nalazi u donjoj kulminaciji. Sunčev dan (sinodički dan) je vrijeme koje proteče između Sunčeve dvije uzastopne istovjetne kulminacije (gornje u podne ili donje u ponoć). Slično tome, zvjezdani dan (siderički dan) je vrijeme u kojemu puni okret učini neka zvijezda, ili točnije rečeno proljetna točka. Sunčevo vrijeme služi za svakodnevne životne djelatnosti. Znajući trenutak Sunčeva vremena, u stanju smo odrediti položaj Sunca na nebu. Možda nam se čini da to nije problem, jer se Sunce iznad obzora lako ugleda. No kod zvijezda nije tako. Zvijezde su mnogo manjeg sjaja nego Sunce. Zvjezdano vrijeme potrebno je da bi se odredio položaj zvijezda, a osim u astronomiji, primjenjuje se u geodeziji i navigaciji.

#### Zvjezdano vrijeme
Kazaljka zvjezdanog vremena je proljetna točka. Zvjezdano vrijeme jednako je satnom kutu proljetne točke. Zvjezdani dan počinje kada se proljetna točka nalazi u gornjoj kulminaciji. Zvjezdano vrijeme povezano je u svakom času sa satnim kutom i rektascenzijom zvijezde. Ono je ograničeno time na razdoblje od 0 do 24 h. Zvjezdano vrijeme teče onoliko jednoliko koliko se jednoliko Zemlja okreće. Tok zvjezdanog vremena određen je samo Zemljinom vrtnjom u odnosu na zvijezde. U toku vremena postoje male promjene. Razlozi tih promjena trojaki su. Jedan je učinak plime. Pri gibanju plimnih valova dolazi do trenja između vodenih masa i dna. Trenjem se gubi dio kinetičke energije vrtnje pa se ona usporava. Pojava se očituje u stoljetnim razmacima. Zatim, postoje sezonske promjene brzine vrtnje jer se ovisno o godišnjem dobu mijenjaju jačine i smjerovi vjetrova te morskih struja. Stoga se vrtnja i usporava i ubrzava u toku godine, ovisno o tome pomažu li strujanja Zemljinoj vrtnji ili odmažu. Treći razlog krije se u gibanjima u Zemljinoj unutrašnjosti i u fizičkom prostoru Zemljine okoline. 
Sunčev dan zadan je ne samo Zemljinom vrtnjom oko vlastite osi, već i Zemljinom godišnjom putanjom oko Sunca. Pritom Zemlja učini jedan okret više oko svoje osi, s obzirom na proljetnu točku (ili zvijezde) nego s obzirom na Sunce. Obilaženje oko Sunca čini jedan dodatni okret Zemlje prema sustavu zvijezda. To znači da će broj zvjezdanih dana u Sunčevoj (tropskoj) godini biti za jedinicu veći od broja Sunčevih dana u Sunčevoj godini:
(T + 1) zvjezdani dan = T Sunčev dan
gdje je T – Sunčeva ili tropska godina koja iznosi 365 d 5 h 48 min 46 s = 365,24219 d, pa dobivamo :
1 zvjezdani dan = 23 h 56 min 4 s
Zvjezdani dan dijeli se sam po sebi u 24h zvjezdanog vremena, a sati, minute i sekunde zvjezdanog vremena takoder traju krace od sata, minuta i sekundi Sunčeva vremena:
1 zvjezdani sat = 59 min 50 s
1 zvjezdana minuta = 59,8 s
Zvjezdano vrijeme ovisi o tome u kojem se godišnjem dobu nalazimo. Onog časa kada je Sunce u proljetnoj točki s kojom zajedno prolazi kroz gornju kulminaciju podne je (12 h Sunčeva vremena), no istodobno je i početak zvjezdanog dana (0 h zvjezdanog vremena). Narednog će se dana Sunce naći istočnije od proljetne točke jer ono među zvijezdama odmiče na istok, pa će u dnevnoj vrtnji neba "zaostajati" za zvijezdama i kasnije proći nego proljetna točka. Kada kut između satnog kruga proljetne točke i Sunca poraste na 90° (početak ljeta), zvjezdano će vrijeme biti "mlađe" od Sunčeva za 6 h; kada poraste na 180° (početak jeseni), zvjezdano vrijeme jednako je Sunčevom; kada razlika dosegne 270° (početak zime), zvjezdano će vrijeme biti za 6 h "starije" od Sunčevog.

#### Srednji Sunčev dan
Sunce se ne giba jednolikom brzinom po ekliptici, a ekliptika se ne podudara s nebeskim ekvatorom. Po ekliptici se Sunce ne giba jednoliko jer njegovo prividno gibanje samo odražava pravo gibanje Zemlje oko Sunca; Zemlja se po ekliptičnoj stazi giba promjenjivom brzinom. Stoga Sunce ne prelazi svakog dana jednake kutove po ekliptici. Sunce isto mijenja svoju kutnu udaljenost od nebeskog ekvatora. To znači da ono osim gibanja usporedo s nebeskim ekvatorom izvodi još i gibanje u smjeru okomitom na ekvator. Na primjer, dan poslije početka proljeća, Sunce će se naći nešto sjevernije od nebeskog ekvatora. Dnevni pomaci na sjever ili na jug od nebeskog ekvatora najveći su u doba ravnodnevnica, a u doba oko suncostaja Sunce se giba usporedo s nebeskim ekvatorom. To znači, i kada bi se Sunce ekliptikom i gibalo ravnomjerno, njegova se projekcija na nebeski ekvator ne bi gibala ravnomjerno. 
Pravi Sunčevi dani ne traju zato jednako. Srednji Sunčev dan (ili naprosto dan) je prosjek svih pravih Sunčevih dana u toku tropske ili Sunčeve godine. Danas se trajanje srednjeg Sunčevog dana prati pomoću atomskih satova. Godine 1967. dogovoreno je da se umjesto sekunde određene iz gibanja Zemlje, kao jedinica vremena iskoristi atomska sekunda ili sekunda određena atomskim satom. Ta je sekunda povezana s trajanjem tropske ili Sunčeve godine 1900. Sekundom se smatra razdoblje vremena koji je bio 31 556 925,9747 puta sadržan u toj tropskoj godini. Kako se duljina dana i tropske godine s vremenom mijenjaju, to se radi usklađenja vremena dana s kalendarom ubacuje u kalendarski dan dodatna (prekobrojna) sekunda. 

#### Jednadžba vremena
Prirodne pojave, kao što su izlazak i zalazak Sunca, te gornja kulminacija (pravo mjesno podne), ovise o gibanju pravog Sunca. Da bi se trenutak dana povezao sa satnom kružnicom na kojoj se nalazi Sunce, ustanovljena je razlika pravog i srednjeg Sunčeva vremena. Razlika je poznata pod nazivom jednadžba vremena:
jednadžba vremena = pravo Sunčevo vrijeme – srednje Sunčevo vrijeme

#### Srednje Sunčevo vrijeme
Pošto se svako vrijeme, i zvjezdano i Sunčevo, mjeri satnim kutom (u odnosu na meridijan promatrača), ono je lokalnog karaktera. Svaka zemljopisna dužina ima svoje vrijeme. Ako je kod nas podne, zapadno od nas bit će još jutro, a istočnije od nas bit će popodne. Svakih 15° zemljopisne dužine donosi razliku mjesnih vremena od 1 sat. Zato je na nekoj zemljopisnoj dužini λ, srednje Sunčevo vrijeme jednako:
Tm = UT ± λ
Kod istočnih zemljopisnih dužina predznak je pozitivan, kod zapadnih negativan. Svjetsko ili univerzalno vrijeme UT (eng. Universal Time) srednje je Sunčevo vrijeme na 0° meridijanu ili griničkom meridijanu. Zemljopisnu dužinu λ treba izraziti u vremenskim jedinicama koristeći sljedeće odnose: 1 h = 15°; 1 min = 15'; 1 s = 15"; 1° = 4 min; 1' = 4 s; 1" = 0,066 s. 

#### Koordinirano svjetsko vrijeme UTC
U društvenim zajednicama uspostavljeno je pojasno ili zonsko vrijeme. Umjesto da se svako mjesto ravna po svojem srednjem Sunčevom vremenu koje započinje u mjesnu ponoć, čitave države ili njihovi dijelovi imaju zajedničko vrijeme. Cijela je Zemlja raspodijeljena na 24 vremenske zone ili pojasa. Središnji meridijani vremenske zone razmaknuti su za 15°. Unutar svake zone poštuje se jedinstveno vrijeme. Pojedine države su uvele i ljetno računanje vremena (eng. Daylight saving time ili DST), kojim se tijekom ljetnih mjeseci, kazaljke prebacuju obično za jedan sat unaprijed u odnosu na koordinirano svjetsko vrijeme (eng. Coordinated Universal Time ili UTC). U Hrvatskoj se primjenjuje srednjoeuropsko vrijeme ili UTC+1 (točnije rečeno srednjoeuropsko zimsko vrijeme), koje je određeno srednjim Sunčevim vremenom za istočnu zemljopisnu dužinu od 15° E, a od 1983. primjenjuje se i ljetno računanje vremena. Kada se želi iskazati vremenski slijed pojava opažanih na različitim zemljopisnim dužinama, kao i prave vremenske razlike, trenutak vremena izražava se pomoću koordiniranog svjetskog vremena UTC. 

#### Pravo Sunčevo vrijeme
Odnosima pravog i srednjeg Sunčevog vremena, mjesnog i zonskog, koristimo se kada želimo saznati koliko je sati u trenutku pravog vremena. Građansko vrijeme koje primjenjujemo srednje je Sunčevo vrijeme samo za određeni meridijan. U nas je to 15° E meridijan. Nalazimo li se 1° istočnije, na 16° E meridijanu (recimo u blizini Zagreba), naše srednje vrijeme bit će za 4 minute "starije" (srednjem Sunčevom vremenu treba dodati 4 minute). 

#### Datumska granica
Trenutak ponoći u nekoj vremenskoj zoni odjeljuje prošli dan od idućeg dana. Dakle, postoji jedna prirodna granica datuma (nadnevka) koja se neprestano pokreće od vremenske zone do zone. Zato na Zemlji mora postojati još jedna granica datuma, jer dva područja na Zemlji, koja istodobno imaju dva različita datuma, moraju se sučeljavati na dvije, a ne samo na jednoj granici. Zato je postavljena čvrsta datumska granica, i to u najmanje naseljenom području Tihog oceana. S obje strane granice isto je vrijeme u danu, jer je jednaka osunčanost, ali se susreću dva različita datuma. Izvodimo pravilo da prilikom prelaska datumske granice treba jedan dan oduzeti putuje li se sa zapada na istok, a dodati jedan dan putuje li se s istoka na zapad. Putovanjem na istok putnik zalazi u područje sve "starijeg" dana, mora pomicati satnu kazaljku neprestano unaprijed, pa na čitavom krugu oko Zemlje napuni jedan dan. Zato stekne jedan dan više, pa ga pri prelasku datumske granice mora odbiti.

#### Sekunda
Sekunda je jedinica vremena (znak s), osnovna SI-jedinica. Naziv potječe od podjele sata i stupnja na manje dijelove (lat. pars minuta secunda: drugi manji dio). Određena je trajanjem 9 192 631 770 perioda zračenja što odgovara prijelazu između dviju hiperfinih razina osnovnoga stanja cezijeva izotopa 133Cs na temperaturi 0 K. Svojedobno je sekunda bila određena kao 86 400-ti dio srednjega Sunčeva dana, a poslije kao određeni dio tropske godine.

## Vrijeme u teoriji relativnosti
Vrijeme je skalarna veličina. Sve do 20. stoljeća smatralo se da je vrijeme isto za svakoga i na svakom mjestu (Galileo Galilei, Isaac Newton). Galileijeve transformacije iskazuju stav da je vrijeme za sve referentne sustave isto. Vrijeme se shvaćalo kao tijek. Albert Einstein u teoriji relativnosti postavio je tvrdnju da vrijeme ovisi o brzini gibanja sustava. Ako su na primjer dva sata sinkronizirana i postavljena jedan uz drugi, oni pokazuju isto vrijeme sve dok ostaju jedan uz drugi. Ako se jedan od satova giba nekom vrlo velikom brzinom (usporedivom s brzinom svjetlosti), a drugi sat ostaje mirovati, onda će gibajući sat pokazivati da je proteklo manje vremena nego na mirujućem satu. Sat koji se giba ide sporije za čimbenik:
{\displaystyle \Delta t'=\gamma \,\Delta t={\frac {\Delta t}{\sqrt {1-{\frac {v^{2}}{c^{2}}}}}}\,}
gdje je: v – brzina gibanja sustava, a c – brzina svjetlosti. Ta se pojava naziva vremenska dilatacija. Dokazana je pokusima na više načina, na primjer uspoređivanjem vremena poluraspada brzih miona koje se povećava s brzinom tih čestica. 
Dok su se prostor i vrijeme u Newtonovoj klasičnoj fizici smatrali odvojenim entitetima, u teoriji relativnosti oni su povezani u jedan četverodimezionalni prostorvrijeme, pri čem je vrijeme samo jedna od komponenata prostoravremena. Dok su svi smjerovi u prostoru ravnopravni, vrijeme ima svoj smjer od prošlosti preko sadašnjosti u budućnost; smjer vremena je pozitivan, što se očituje na nekoliko načina. Biološki smjer vremena osjeća se kao proces starenja, termodinamički kao porast entropije, a kozmološki u činjenici da se svemir širi počevši od svojega vremenskoga početka (Veliki prasak). Međudjelovanja se u fizici elementarnih čestica podvrgavaju diskretnoj simetriji obrata vremena pa se precizno provjerava njegova neobratljivost (T-invarijantnost). U fizici dodatnih dimenzija (više od četiriju dimenzija), u kozmologiji i višedimenzijskim teorijama struna i superstruna (supergravitacija) vremenu pripada uvijek samo jedna dimenzija.

## Mjerne jedinice za vrijeme
Standardna mjerna jedinica za vrijeme je sekunda, skraćeno s.
Za mjerenje većih vremenskih razdoblja uobičajene su tradicionalne jedinice:
- 1 minuta = 60 sekunda;
- 1 sat = 60 minuta;
- 1 dan = 24 sata;
  - 1 sinodički dan ili Sunčev dan je vrijeme koje proteče između Sunčeve dvije uzastopne istovjetne kulminacije (gornje u podne ili donje u ponoć). Zemljin sinodički dan definiran kao prosječno vrijeme između dva podneva i iznosi 24 sata;
  - 1 siderički dan ili zvjezdani dan je period rotacije planeta u odnosu na udaljene zvijezde. Zemljin siderički dan definiran kao vrijeme između dva prolaska proljetne točke kroz nebeski meridijan i iznosi 23 sati 56 minuta i 4 sekunde;
- 1 tjedan = 7 dana;
- 1 mjesec = od 28 do 31 dana;
  - sinodički mjesec je razdoblje promjene Mjesečevih mijena koje odražava položaj Mjeseca prema Suncu, a iznosi 29,530 59 d = 29 d 12 h 44 min 3 s;
  - siderički mjesec je razdoblje Mjesečeva obilaska Zemlje s obzirom na zvijezde (27,321 662 d = 27 d 7 h 43 min 11,6 s);
- 1 godina = 12 mjeseci = 365 ili 366 dana (365,2425 d);
  - 1 kalendarska godina (Gregorijanskoga kalendara) traje 365 (obična godina) ili 366 dana (prijestupna godina);
  - 1 zvjezdana ili siderička godina (365 d 6 h 9 min 9,76 s = 365,256363 d) je vrijeme obilaska Zemlje oko Sunca s obzirom na sustav dalekih zvijezda;
  - 1 tropska ili Sunčeva godina (365 d 5 h 48 min 46 s = 365,24219 d) je vrijeme između dvaju uzastopnih prolazaka Sunca proljetnom točkom;
  - 1 anomalistička godina (365 d 6 h 13 min 52,6 s = 365,259636 d) je vrijeme potrebno da Zemlja ponovno prođe kroz istu točku na svojoj putanji, to jest kroz perihel;
  - 1 eklipsna ili drakonistička godina (346 d 14 h 52 min 54 s = 346,620075 d) je vrijeme između dvaju uzastopnih prolazaka Sunca istim uzlaznim čvorom Mjesečeve putanje;[5]
- 1 desetljeće = 10 godina;
- 1 stoljeće = 100 godina;
- 1 tisućljeće = 1000 godina.

### Nestandardne mjerne jedinice za vrijeme
- vijek
- era
- doba